# Comunidad de Regantes del Valle de Cárcer y Sellent
La Comunidad de Regantes del Valle de Cárcer y Sellent forma un sistema de riegos muy complejo que abarca una superficie aproximada de 1.850 hectáreas, repartidas entre los términos de Sellent, Cárcer, Cotes, Alcántara de Júcar y Benegida. Todos ellos pertenecientes a la comarca de la Ribera Alta, en la provincia de Valencia, España.
Agrupa a 1.760 propietarios o comuneros.
El principal y primer recurso histórico de este sistema de riego es el Río Sellent.
Es un regadío histórico que data de enero de 1850, cuando se constituyó la Comunidad de regantes de Sellent, formulando las Ordenanzas de riego para la administración y uso de las aguas, siendo aprobadas por el Gobierno Civil de la provincia de Valencia el 23 de abril de 1850.
Paralelamente, el sindicato de riegos y la sociedad de Tierras Altas de Cárcer venía utilizando también el agua del río Sellent para el riego de sus tierras desde 1907.
El 24 de diciembre de 1944 fueron unificadas ambas Comunidades de riegos, aprobando las nuevas Ordenanzas.
Estas aguas se recogían en la primitiva azud denominada “de Estubeny”, situada en la partida de “les salinetes” del término municipal y básicamente se utilizaban para las tierras de arrozales. Pero debido a que existen en la zona unos terrenos formados por yeso de alabastro en capas de salitre que convierten en salobres las aguas del río, ha hecho que los responsables de la Comunidad de riegos estudiaran fórmulas alternativas de recoger el agua del río Sellent sin ese salitre. 
Por ese motivo, años más tarde, en la década de 1980, se construyó una nueva azud aguas arriba, con las aportaciones de los agricultores y la colaboración de la Confederación Hidrográfica del Júcar..
En la actualidad, el canal principal o acequia general arranca en esa azud situada en el término de Anna, unos 800 metros antes de la confluencia con Chella, y discurre durante casi 8 km por las proximidades del cauce del río Sellent, que cruza en varias ocasiones. 
Llega al pueblo del mismo nombre, Sellent, donde hay instalados unos motores que elevan el agua a las partidas más altas como “la Serretella, el Pla, la Foia y la Molinera”. 
Prosigue la acequia atravesando la localidad por un subterráneo y llega a un lugar denominado “el partidor Real” donde se distribuye el agua en 3 brazales:

-el de la derecha, dirección este, llamado “del Pla del Rei”, de unos 3500 metros de longitud.

-el de la izquierda, dirección oeste, se llama acequia “del Palmeral” de unos 3.000 metros de recorrido y discurre próxima a la carretera de Sellent a Sumacarcel, regando una gran extensión de tierras en los términos de Sellent, Cotes y Cárcer.
-la 3.ª acequia, dirección norte, es la “de Daudí”, que sigue paralela al camino a Cárcer, hasta desembocar en la balsa del mismo nombre. Esta balsa se alimenta también de “la Font de Daudí”, situada a 5 km más al norte, al otro lado del Júcar, en el término de Gavarda, desde donde es bombeada por una tubería de 500 mm de diámetro. Desde aquí se distribuye el agua por una red de varios brazales y tuberías de diferentes medidas para regar el extenso Valle de Cárcer.
Más tarde, al ampliarse los regadíos, se han añadido aguas de las acequias de Escalona y de Carcagente, así como captación de aguas subterráneas con la perforación de nuevos pozos. 
• La comunidad presta los servicios de gestión y Administración del riego. Está formada por una Asamblea general de socios y es regida por una Junta Directiva integrada por 11 vocales representantes de cada uno de los pueblos.
• Se están acometiendo obras de modernización para la instalación del riego por goteo por un valor de 8 Millones de Euros y consisten en la instalación de tuberías nuevas desde las balsas hasta los cabezales de riego, el proyecto está financiado al 50 % entre la comunidad de regantes y la consejería de agricultura.
• La Comunidad de Regantes Valle de Cárcer y Sellent pertenece a la Federación Nacional de Comunidad de Regantes (FENACORE) y a la federación comunidad de Regantes de la Comunidad Valenciana (Fecoreva).